# Banks of Eden
Banks of Eden is een studioalbum van The Flower Kings. The Flower Kings hadden een sabbatical achter de rug, toen na vijf jaar na The Sum of No Evil hun nieuwe studioalbum verscheen. Ondertussen hadden de heren het druk met andere werkzaamheden voor bijvoorbeeld Transatlantic, Karmakanic. Banks of Eden haalde één week in de Nederlandse Album Top 100, in de week volgend op 23 juni 2012 stond het op plaats 64. 

## Musici
- Roine Stolt – zang, gitaar
- Hasse Fröberg – zang, gitaar
- Tomas Bodin – toetsinstrumenten
- Jonas Reingold – basgitaar, zang, akoestische gitaar
- Felix Lehrmann – slagwerk, percussie

## Muziek
| Nr. | Titel                               | Duur  |
| --- | ----------------------------------- | ----- |
| 1.  | Numbers (Stolt)                     | 25:20 |
| 2.  | For the love of gold (Stolt, Bodin) | 7:30  |
| 3.  | Pandemonium (Stolt)                 | 6:05  |
| 4.  | For those about to drown (Stolt)    | 6:50  |
| 5.  | Rising the imperial (Reingold)      | 7:40  |

| Nr. | Titel               | Duur |
| --- | ------------------- | ---- |
| 1.  | Illuminati (Stolt)  | 6:20 |
| 2.  | Fireghosts (Stolt)  | 5:50 |
| 3.  | Going up (Reingold) | 5:10 |
| 4.  | LoLines (Stolt)     | 4:40 |
| 5.  | Interview           |      |